# Черничкин сад
Черничкин сад — памятник природы регионального значения, созданный с целью сохранения уникального природного комплекса - искусственно созданного лесного массива, обладающего ценными эстетическими, природными и рекреационными свойствами. Расположен в Урюпинском районе Волгоградской области.

## Описание
Черничкин сад выполняет основную средоформирующую функцию города Урюпинск, в пределах которого он располагается, благоприятно влияя на его экологическую обстановку. За обеспечение охраны и функционирование ООПТ отвечает Комитет природных ресурсов и охраны окружающей среды Администрации Волгоградской области. Площадь — 85 га. Байрачный лес занимает 65% от общей площади ООПТ. Защитные лесные насаждения (20% от общей площади ООПТ). Плодовый сад (15% от общей площади ООПТ). Древесные насаждения являются историко-культурным памятником 200-летнего опыта лесоразведения. Достоверно известно, что первый опыт лесоразведения на этой территории датируется 1835 годом.
На территории ООПТ выявлено около 30 видов растений, в том числе четыре вида, занесённых в Красные книги Российской Федерации и Волгоградской области, пресмыкающихся – один вид, занесённый в Красную книгу Волгоградской области, 
насекомые – один вид, занесённый в Красный список МСОП, 4 вида занесённых в Красную книгу Российской Федерации; и один, включённый в Красную книгу Волгоградской области.

## Запрещенные виды деятельности
- распашка земель, строительство зданий и сооружений, дорог и трубопроводов, линий электропередач и прочих коммуникаций, взрывные работы и разработка новых месторождений;
- выпас скота и его прогон по территории Памятника природы;
- сбор и уничтожение растений;
- рубка лесных насаждений, кроме санитарно-оздоровительных мероприятий (вырубка погибших и повреждённых лесных насаждений, очистка лесов от захламления, загрязнения и иного негативного воздействия);
- изменение установившегося гидрологического режима территории;
- применение ядохимикатов и химических средств защиты растений сельскохозяйственными, лесохозяйственными и другими организациями и предприятиями без предварительного согласования со специально уполномоченным органом;
- проезд транспорта вне дорог общего пользования, стоянка транспорта вне отведенных мест;
- разжигание костров, разбивка палаток вне отведенных мест;
- размещение отходов производства и потребления;
- предоставление земельных участков под застройку, для коллективного и индивидуального садоводства и огородничества, организации подсобного хозяйства.

## Антропогенное воздействие
От повышенной рекреационной нагрузки особенно страдает часть ООПТ, примыкающая к жилому микрорайону Пристенок Крепь. Кроме того жители прилегающих домов используют данную территорию в хозяйственных целях: складируют дрова, сено, выпускают домашних животных. Повышенная рекреационная нагрузка наблюдается и с южной стороны ООПТ, где проходит грунтовая дорога, соединяющая два окраинных микрорайона – Пристенок Крепь и Гору Восточную. Основной урон приносит неконтролируемый сбор урожая плодовых деревьев, массовое выкапывание растений, выпас мелкого рогатого скота.

## Список выявленных видов
- Тополь белый
- Яблоня домашняя (различные сорта)
- Арония черноплодная
- Боярышник сомнительный
- Боярышник однопестичный
- Вяз приземистый
- Слива домашняя
- Ольха черная
- Груша обыкновенная
- Сосна обыкновенная
- Тополь дрожащий
- Дуб черешчатый
- Сирень обыкновенная
- Ива трёхтычинковая
- Ива белая
- Липа сердцелистная
- Клён платановидный

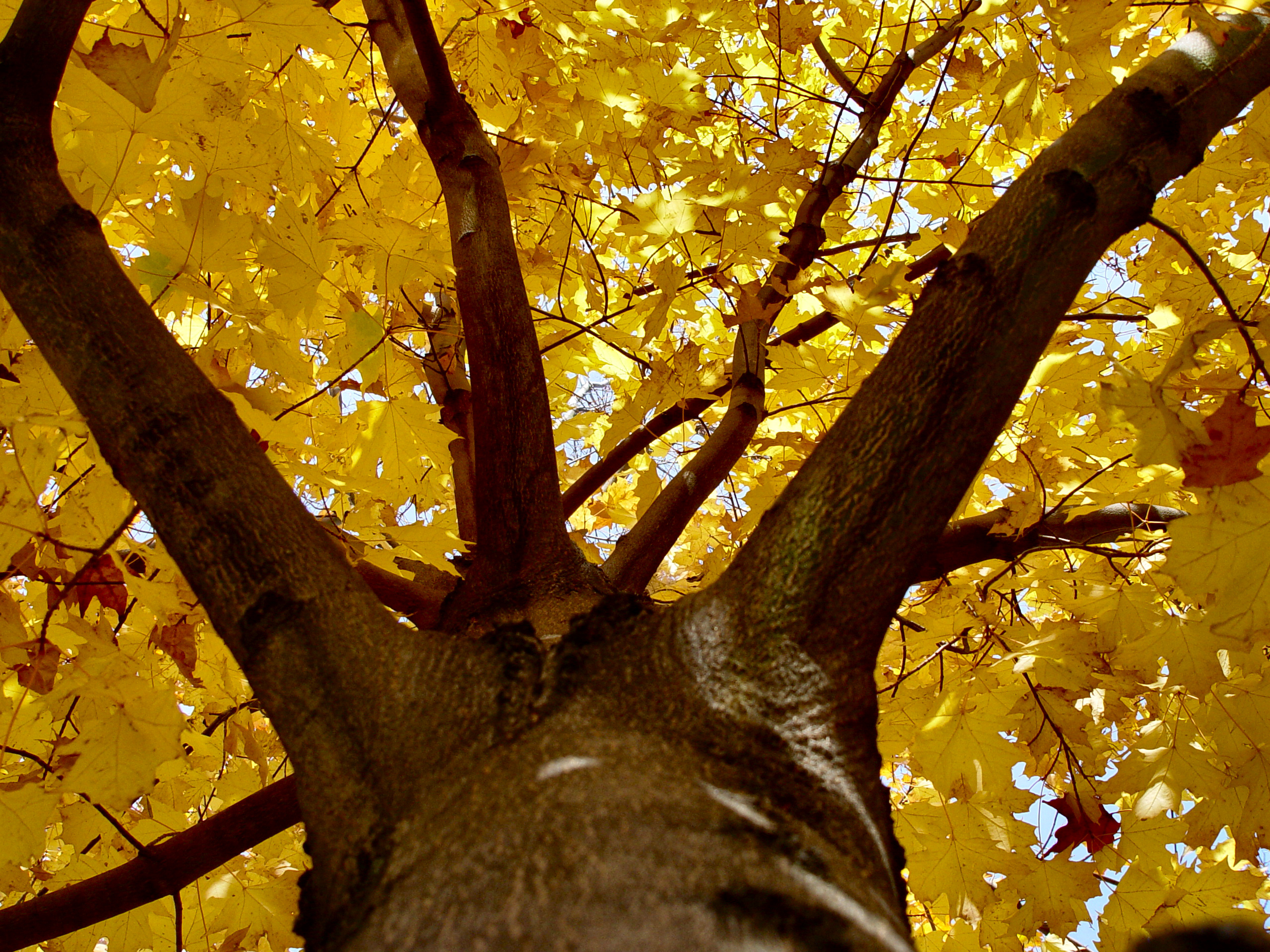
Клён платановидный

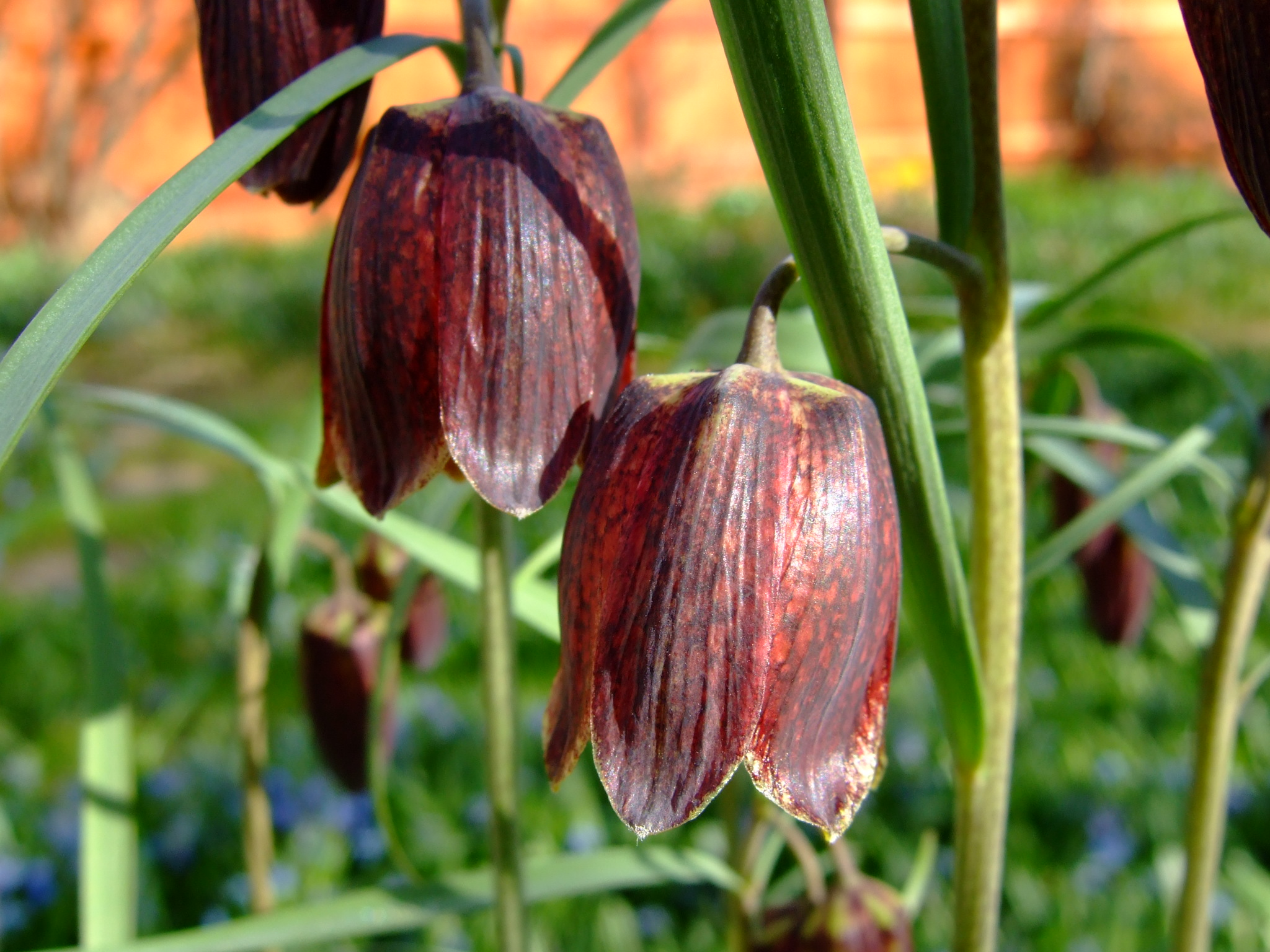
Рябчик русский

- Можжевельник казацкий (Juniperus Sabina L.) - категория статуса редкости на территории Волгоградской области 2а.
- Ковыль меловой (Stipa cretacea P. Smirn.) - категория статуса редкости на территории Волгоградской области 3а
- Рябчик русский (Fritillaria ruthenica Wikstr.) - категория статуса редкости на территории Волгоградской области 3б.
- Копеечник меловой (Hedysarum cretaceum Fisch.) - категория статуса редкости на территории Волгоградской области 3а.